# جوليان ويلر
جوليان ويلر (بالإنجليزية: Julian Wheeler)‏ مواليد 22 أبريل 1971 في فرجينيا بيتش، هو ملاكم محترف أمريكي سابق صنّف ضمن فئة وزن الوسط بدأ مسيرته الاحترافية سنة 1993. سبق أن شارك في دورة الألعاب الأولمبية الصيفية سنة 1992.

## إحصائيات
خاض خلال مسيرته 31 نزالا، فاز في 22 ولم يتعادل وخسر في 2. فاز بالضربة القاضية في 8 نزالا.

## روابط خارجية
- جوليان ويلر على موقع بوكس ريك (الإنجليزية) (registration required)
- جوليان ويلر على موقع أوليمبيديا (الإنجليزية)